# Just Like You (canción de Falling in Reverse)
«Just Like You» es el quinto sencillo de la banda Falling in Reverse del tercer álbum de estudio Just Like You.  La canción también incluyó un video musical que ya tiene más de 10 millones de vistas, el video musical presenta a Falling In Reverse actuando en una parodia de The Voice llamada The Choice y Ronnie se disfraza como todos los jueces. Algunos otros músicos hacen apariciones en el video, incluyenado a Danny Worsnop de Asking Alexandria, Tyler Smith de The Word Alive y el rapero B.LAY.

## Premios y nominaciones
| Año  | Premio                                          | Resultado |
| ---- | ----------------------------------------------- | --------- |
| 2016 | Alternative Press Music Awards: Canción del Año | Nominado  |